# Sangfuglen
Sangfuglen, Et blad for kjendere og elskere af musik (Deens voor Zangvogels, een blad voor kenners en liefhebbers van muziek) is een uitgave verzorgd door Johan Christian Gebauer uit 1842. Gebauer was zelf componist en muziektheoreticus en wilde de Denen meer aan de muziek hebben. Het blad is gevuld met muziek van toen componisten in opkomst. Van de volgende componisten is bekend dat ze eraan meewerkten:
- Christoph Ernst Friedrich Weyse
- Gebauer zelf
- Johan Peter Emilius Hartmann, een canzonetta, oorspronkelijk bedoeld voor 'Acht schetsen', opus 31
- Cornelius Gurlitt
- Hans Hansen
- Rangsted
- Ipsen
- Niels Gade met Allegretto grazioso in A majeur, door hem geschreven in  1841;
- Friedrich Kuhlau met Friesch auf der Freude.